# Phialanthus revolutus
Phialanthus revolutus är en måreväxtart som beskrevs av Ignatz Urban. Phialanthus revolutus ingår i släktet Phialanthus och familjen måreväxter. IUCN kategoriserar arten globalt som starkt hotad.
Artens utbredningsområde är Jamaica. Inga underarter finns listade i Catalogue of Life.